# Transistor hiệu ứng trường
Transistor hiệu ứng trường hay Transistor trường, viết tắt là FET (tiếng Anh: Field-effect transistor) là nhóm các linh kiện bán dẫn loại transistor có sử dụng điện trường để kiểm soát tác động đến độ dẫn của kênh dẫn của vật liệu bán dẫn. FET là transistor đơn cực nên chúng liên quan đến hoạt động của phần tử tải điện đơn .
Khái niệm về FET có trước transistor lưỡng cực (BJT), nhưng nó không được đưa vào ứng dụng, cho đến khi transistor lưỡng cực gặp những hạn chế của vật liệu bán dẫn và do cả sản xuất BJT tương đối dễ so với FET vào thời điểm đó. Ngày nay FET có sáu loại chính tùy theo cấu trúc và kênh dẫn là p hay n, là hai loại JFET và bốn loại MOSFET .

Tóm lược các loại FET và ký hiệu

## Lịch sử
Transistor hiệu ứng trường được Julius Edgar Lilienfeld đăng ký phát minh sáng chế đầu tiên năm 1926. Cùng thời đó có các nghiên cứu của Joseph Weber năm 1930, Oskar Heil năm 1934. Tuy nhiên linh kiện bán dẫn thực tế là JFET chỉ được phát triển sau khi nhóm của William Shockley tại Bell Labs quan sát và giải thích hiệu ứng transistor vào năm 1947, sau bằng sáng chế nói trên 20 năm khi bằng hết hiệu lực .
Loại JFET (junction field-effect transistor) đầu tiên là transistor cảm ứng tĩnh (SIT, static induction transistor), được các kỹ sư người Nhật Jun-ichi Nishizawa và Y. Watanabe phát minh năm 1950. Đó là một JFET với độ dài kênh ngắn . Các MOSFET được Dawon Kahng và Martin Atalla phát minh năm 1959.
Tuy nhiên cho đến những năm 1960 ứng dụng transistor trường còn rất hạn chế, chủ yếu là dùng JFET trong các khuếch đại analog có trở kháng ngõ vào cao và tiếng ồn thấp. Sự bùng nổ diễn ra ở thập niên đó, khi các MOSFET được dùng làm các công tắc logic trong điện tử số và có ảnh hưởng sâu sắc đến sự phát triển của ngành này. Ngày nay MOSFET là transistor cơ bản trong vi mạch số .

Thay đổi bề rộng lớp cấm theo điện áp U_{GS} trong JFET kênh n.

## Nguyên lý hoạt động

Đặc tuyến I–V của một JFET kshshnh n.

### JFET

Mặt cắt một MOSFET kênh n

## Các đặc trưng hoạt động
- Dòng điện qua transistor chỉ do một loại hạt dẫn đa số tạo nên. Do vậy FET là loại cấu kiện đơn cực (unipolar device).
- FET có trở kháng vào rất cao.
- Tiếng ồn trong FET ít hơn nhiều so với transistor lưỡng cực.
- Nó không bù điện áp tại dòng ID = 0 và do đó nó là cái ngắt điện tốt.
- Có độ ổn định về nhiệt cao.
- Tần số làm việc cao.

## Ứng dụng
Dùng làm khóa điện tử, bộ khuếch đại tín hiệu vi sai phat sóng RC và tham gia cùng các linh kiện điện tử khác để hình thành các mạch chức năng trong hầu hết các thiết bị điện tử ngày nay.